# Galactophora
Galactophora es un género de fanerógamas de la familia Apocynaceae. Contiene seis especies aceptadas. Es originario del sur de América tropical (Guyana, Venezuela, Bolivia, Colombia, Perú y Brasil).

## Taxonomía
El género fue descrito por Robert Everard Woodson y publicado en Annals of the Missouri Botanical Garden 19(1): 49. 1932. La especie tipo es: Galactophora crassifolia (Müll.Arg.) Woodson

## Especies
- Galactophora angustifolia J.F.Morales
- Galactophora colellana Morillo
- Galactophora crassifolia (Müll.Arg.) Woodson
- Galactophora pulchella Woodson
- Galactophora pumila Monach.
- Galactophora schomburgkiana Woodson